# Kämmereryt
Kämmereryt – bardzo rzadki minerał z rodziny krzemianów, należący do grupy chlorytów, będący chlorytem chromowym; odmiana klinochloru.

## Nazwa
Nazwa została nadana w 1841 r. przez Nilsa Gustafa Nordenskiölda dla uhonorowania rosyjskiego (pochodzenia niemieckiego) inżyniera górniczego, chemika oraz nadwornego aptekarza z Sankt Petersburga – Augusta Alexandra Kämmerera. W latach 70. XX w. zaproponowano zarzucenie stosowania nazwy „kämmereryt” na rzecz „klinochlor zawierający chrom”.

## Właściwości
Kryształy tego minerału mają formy krótkich słupków, wrzecion, blaszek lub tabliczek. Mogą być pseudoheksagonalnymi słupami o przekroju sześciobocznym, ograniczonymi dwuścianem podstawowym lub podwójną piramidą. Kämmereryt może również występować w formie skupień ziarnistych, łuskowych lub naskorupień. Jest minerałem przezroczystym do prześwitującego. Występuje w kolorach między czerwonym a fioletowym. Za czerwoną barwę odpowiadają jony chromu Cr3+
 umiejscowione międzywarstwowo i skoordynowane oktaedrycznie.

## Występowanie
Występuje przede wszystkim w utworach metamorficznych (miarolach)m.in. w serpentynitach powstałych wskutek przeobrażeń wcześniejszych skał ultrazasadowych. Spotykany głównie w złożach rud chromu, produkt przeobrażenia chromitu, towarzyszy mu najczęściej chromit, klinochlor i uwarowit, kalcyt i brucyt. Sporadycznie spotykany w skałach ultrazasadowych skał magmowych i pegmatytach.

## Miejsce występowania
Znany przede wszystkim z Turcji, występuje w Guleman w Anatolii. Spotykany także w Rosji (na Uralu; odkryty w 1840 roku) USA (Pensylwania i Teksas), Wielkiej Brytanii (Szetlandy), w Austrii (Styria) oraz we Włoszech (okolice Turynu).
W Polsce odnaleziony w Tąpadłach w okolicach Sobótki na Dolnym Śląsku w towarzystwie chromitu wśród serpentynitów.

## Zastosowanie
- Poszukiwany i ceniony przez kolekcjonerów[1];
- najlepsze i najpiękniejsze okazy pochodzące głównie z Turcji osiągające 3 cm bywają niekiedy szlifowane, ale wyłącznie w celach kolekcjonerskich[1];

## Galeria

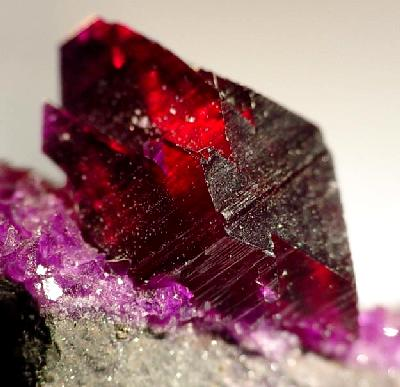
czerwony okaz
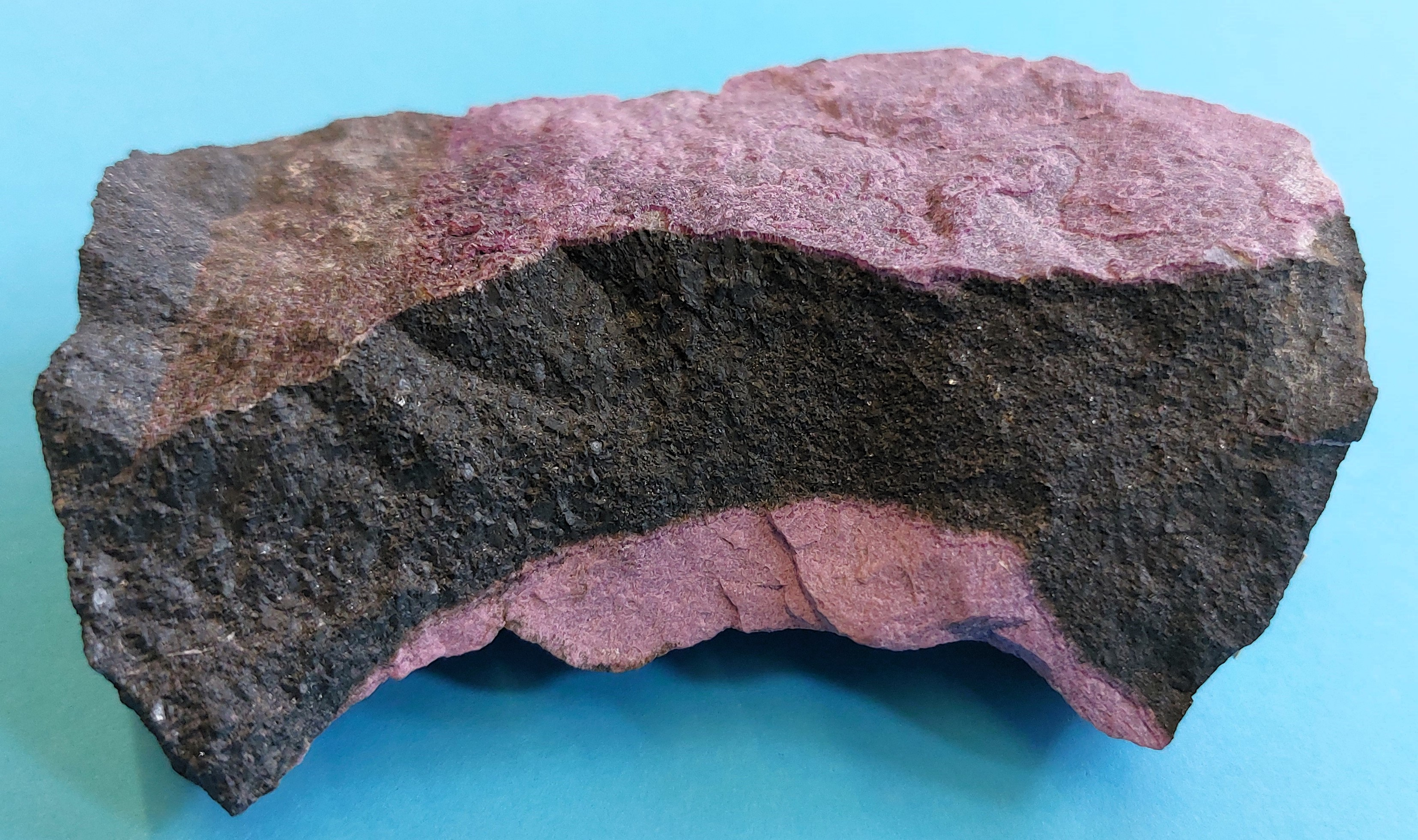
z chromitem z Rosji